# Рассел Бренд
Ра́ссел Едвард Бренд (англ. Russell Edward Brand; нар. 4 червня 1975) — англійський гуморист, стендап-комік, актор, публіцист, письменник, теле- та радіоведучий. У Великій Британії Рассел Бренд став відомим як ведучий ток-шоу телеканалу BBC Big Brother's Big Mouth і співведучий «Шоу Рассела Бренда» на радіостанції BBC Radio 2. Бренд зіграв у низці британських сіткомів та виступив ведучим низки церемоній вручення премій (наприклад, MTV Video Music Awards 2008 і 2009 років). Виконав ролі у фільмах «У прольоті», «St. Trinian's», «Penelope», «Казки на ніч», «Зірковий ескорт», «Arthur», «Нікчемний я», «Буря» і «Рок на століття». За свою кар'єру Бренд виявився замішаним в низці скандалів. У 2001 році його звільнили з MTV за те, що він 12 вересня 2001 року (на наступний день після терористичних актів 11 вересня) прийшов на роботу переодягнений в Усаму бен Ладена. У жовтні 2008 року Бренд був змушений піти з BBC Radio 2 після гучного скандалу, який розгорівся після зробленого ним непристойного телефонного дзвінка в радіоефірі.
Бренд одягається в богемному стилі та говорить, що схожий на «садомазохистичного Віллі Вонку». З 14 років є вегетаріанцем. Захоплюється йогою, практикує трансцендентальну медитацію і популяризує її. Проявляє велику цікавість до індуїзму, часто завершує свої виступи фразою «Харе Кришна», відвідує кришнаїтські храми і отримує духовні настанови від гуру Радханатха Свамі.
У жовтні 2010 року одружився з американською співачкою Кеті Перрі, але вже в грудні 2011 року подав на розлучення.
У 2017 році одружився із Лорою Ґаллагер (англ. Laura Gallacher, нар. 28.06.1987). Має двох дітей.